# 梁實秋故居 (臺北)
梁實秋故居是一棟位於臺灣臺北市大安區師大商圈的日式宿舍，推測建於1920年－1932年（大正9年－昭和7年）間，作為高等官舍之用。1945年（民國34年）中華民國政府接收臺灣後，改作為臺灣省立師範學院（現國立臺灣師範大學）教員宿舍。該建築以梁实秋曾居住於此聞名，1952年8月至1959年1月，梁實秋擔任臺灣省立師範學院與臺灣省立師範大學（現國立臺灣師範大學）英語系系主任時居住於此。現列臺北市歷史建築，為中華民國文化資產之一。

## 歷史
梁實秋故居於日治時期的地址為「古亭町204-6番地」。1930年－1931年（昭和5年－昭和6年）間，該處由多人共同擁有土地所有權，其中林孫義為主要所有權人，而林氏陸續經由贈與、買賣等方式取得土地之所有權，並於1931年（昭和6年）5月成為該處的唯一所有權人。1932年（昭和7年）4月，臺灣總督府臺北高等學校教諭富田義介自林孫義手中正式取得該處的土地所有權。富田義介於1935年（昭和10年）自臺灣總督府臺北高等學校退休，其退官申請書中所附「診斷證明」之寄留地為「臺北市古亭町204番地第四號」，依此可知是時此番地上應已興建有住所，即今日梁實秋故居之建築，富田義介約於1932年－1935年（昭和7年－昭和10年）間居住於此，為故居之首位居住者。1936年（昭和11年）8月，熊谷福太郎經由買賣取得土地之所有權；根據建物謄本資料顯示，梁實秋故居建物登記於1936年（昭和11年）8月18日，所有權人為熊谷福太郎，建物番號為「臺北市古亭町204番地第四號」。
1945年（民國34年）國民政府接收臺灣後，建築依據《臺灣省接收日人財產處理辦法》的規定由臺灣省公產管理處奉准接管。此後，建築成為臺灣省立師範學院宿舍，編號為「義1480」號宿舍及第「87號」宿舍，數學系主任張儒林曾短暫居住於此。1951年（民國40年）4月19日，建築產權正式移轉予臺灣省公產管理處，而同時因土地總登記的關係，建物管理人登記為中華民國財政部國有財產局。
梁实秋于1948年遷往臺灣後在臺灣省立師範學院任教，期间曾收到國立臺灣大學的教职邀请。國立臺灣大學在邀请梁实秋时提出为梁一家安排一处“宽敞的宿舍”，而臺灣省立師範學院为挽留梁便也决定为其安排宿舍，梁實秋因此於1952年（民國41年）8月2日从原住处德惠街1号遷入此建築。1958年（民國47年），梁實秋因其女梁文蔷离家赴美留学后家庭氛围凄凉、加上朋友劝说，决定在安东街309巷购入地皮自建房屋以改善环境，并于1959年（民國48年）1月10日遷出。
梁实秋遷出後，臺灣省立師範大學教授甯杼亦遷入建築。1964年（民國53年），甯杼去世，其家屬繼續居住。1978年（民國67年）4月3日，執行地籍圖重測，地目為「建」，建號為「416」，所在地號為「大安區龍泉段三小段491番號」。1985年（民國74年）4月22日，建物管理人變更為國立臺灣師範大學。2000年（民國89年），甯杼遺眷遷出建築。
2003年（民國92年）12月24日，臺北市政府依據《文化資產保存法》於《府文化二字第09200525500號》公告指定、登錄建築為歷史建築，登錄名稱為“梁實秋故居”。梁實秋故居當時已年久失修，部分屋瓦及牆壁倒塌，破損情形嚴重，故國立臺灣師範大學於2005年（民國94年）進行梁實秋故居調查研究，並於2010年（民國99年）10月至2011年（民國100年）6月間請專業文物修復師修復並保持故居基本風貌。梁實秋故居於2012年（民國101年）修復完成，並於2014年（民國103年）開放民眾參觀。2019年（民國108年）初，國立臺灣師範大學決定將梁實秋故居從委託經營改為自營，經過約2個月的屋瓦及牆壁修繕後，於4月中開始試營運，並在6月3日正式重新開幕。

## 設計與佈局
梁實秋故居的建築面積為30坪。建築屬典型的中央走廊型住宅，原為中流階級模仿上流社會的住宅「和洋二館」形式，在內部空間使用和洋折衷的配置方式而來。其特色之一即是由西式（洋式）的接待空間（如玄關與應接室等）與日本傳統和式的內部空間（如座敷、寢室及茶之間、炊事場、押入（壁櫥）、風呂等）兩部分所構成。此外，梁實秋故居的庭院內有一麵包樹。

### 內部建築
梁實秋故居的玄關是住宅的主要出入口。為避免將室外塵土帶進室內，因此室內地板高於地面，並設踏階，人們在此處脫下鞋子準備進入，成為一個過渡性的空間。土間處設下駄箱收納鞋履。樑柱上可見二戰後臺灣省立師範學院宿舍編號烙印。天花板可見當時上棟式之御幣串。茶之間是住家用餐之處，通常與廚房相鄰。窗旁設座，便於憑欄望窗外景致，與廚房相通處設門，便於茶水、飯菜的配送。應接室（西式客廳）是日式住宅受到近代西方文化影響後出現的空間，備有會客座椅，不同於傳統之會客場所的席地而坐，因此地坪為木地板而非疊蓆（榻榻米）。炊事場（廚房）通常與風呂（浴室）相鄰，炊事場與風呂間設有小門，通常稱為「勝手口」，為為避免打擾訪客而為家庭成員進出所設之另一出入口，又被稱作「內玄關」。座敷（和式客廳）的主要的位置設有床之間與床脇，床之間位於左側，設有略高於地板的床框，可放置瓶花或古董之裝飾，而正面壁體可懸掛捲軸類長幅書畫，左側開窗稱為“付書院”。床之間與床脇中以床柱相隔。床脇有兩段式的棚架“違棚”，通常用來放置書籍、茶具和藝術品。另設有天袋與地袋等儲藏空間。其中欄間透雕及付書院格柵均為原件修復。
梁實秋故居的設兩個寢間（臥室），大小分別為疊蓆（榻榻米）4疊半與6疊。較大者設押入（壁櫥），大小通常為一張疊蓆（榻榻米），通常作為貯藏、收納寢具、財物等家用雜物之用，可使室內保持整潔。緣側（廊台）為日式傳統房屋中的外廊部分，為過渡室內與室外的中介空間，可作為連接屋內外到庭園間的過道。為了防颱、防風、防雨而設置雨戶（擋雨的實木板），左側設戶袋（窗台；可容納雨戶板的空間）。連接戶外的石階又稱“沓脫石”。廊下（走廊）位於房間之外。二戰前日本中小型的家屋原本未設置廊下，活動時直接在房間內穿越，然而在西風東漸的影響下，日益注重個別房間的隱私性，而在多餘的空間之中增設走道。

## 開放情況
梁實秋故居逢星期二至星期五上午11時半至下午5時對外開放，星期六至星期一與所有國定假日則不開放。參觀梁實秋故居需要收費，一般民眾全票票價為每人新臺幣50元，10人以上團體、大安區居民、3歲－12歲兒童優待票票價為每人新臺幣20元，國立臺灣師範大學在職與退休教職員工生、國立臺灣師範大學附屬高級中學師生、校友及其陪同者一人、未滿3歲兒童、65歲或以上長者、古莊里居民、身心障礙者及其陪同者一人則可免費參觀。